# أقدم الأشجار في العالم

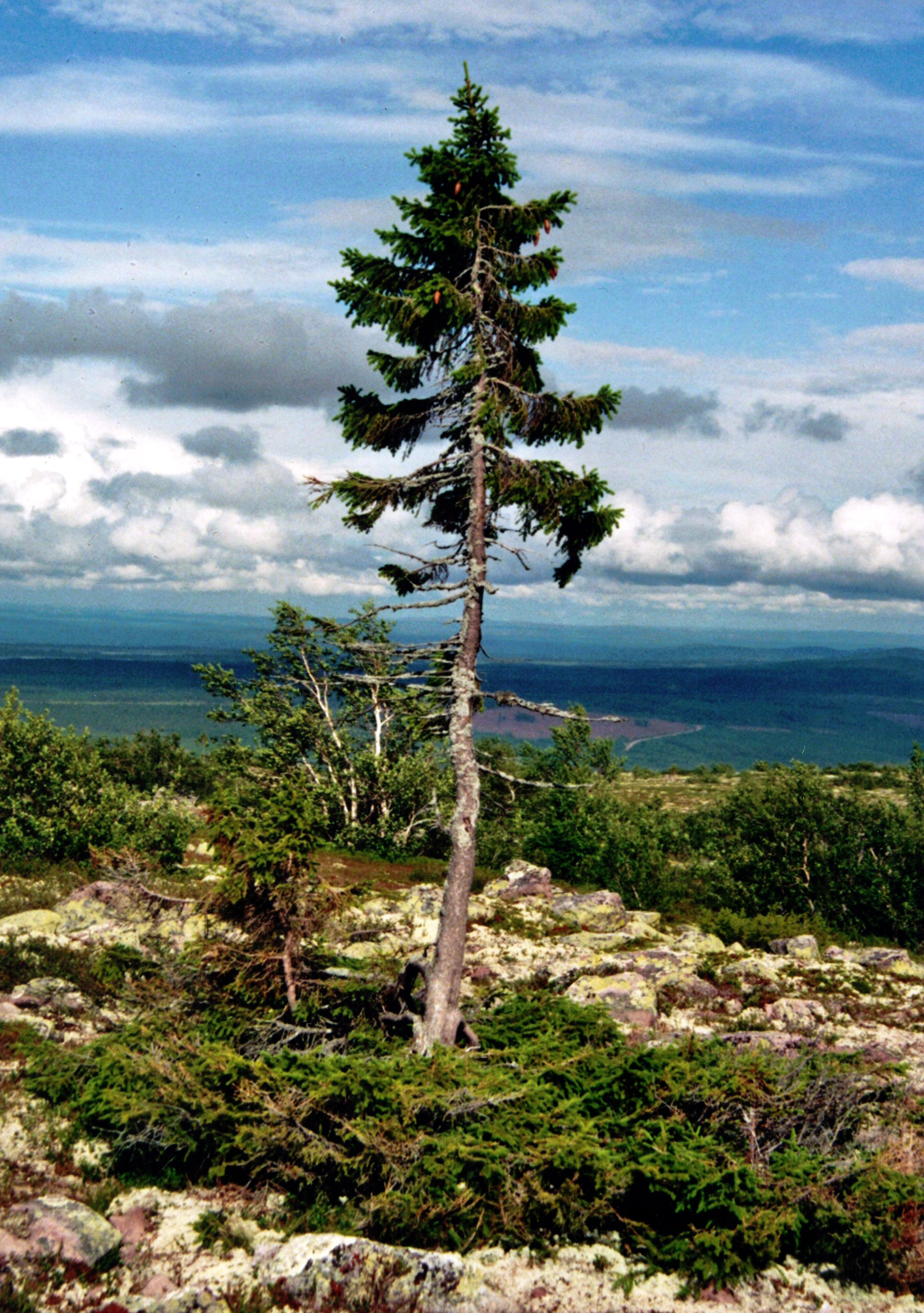
شجرة تجيكو المعمرة، وهي شجرة تنوب شوحي عمرها 9,550 عام، هي أقدم شجرة حية معروفة، وتوجد في السويد

تتضمن هذه المقالة قائمة "أقدم الأشجار المعروفة" في العالم كما وردت من مصادر موثوقة. هذا وتختلف التعريفات المعتمدة لاعتبار شجرة معينة كشجرة معمرة. إضافة لذلك، تشتق أعمار الأشجار من مصادر مختلفة، بما في ذلك اعتماد عدد الحلقات الدائرية في جذع الشجرة، والرجوع إلى التقديرات. لهذه الأسباب، تعرض هذه المقالة 3 قوائم لأقدم الأشجار حسب معايير مختلفة.
هناك جدولان من الأشجار مدرجة حسب العمر والنوع. يتضمن الجدول التالي الأشجار التي تم تحديد أدنى حد لعمرها حسب علم تحديد أعمار الأشجار أو بتأريخ بالكربون المشع قد تكون بعض الأشجار ذات أعمار أكبر مما هو مدرج. بالنسبة لبعض الأشجار الكبيرة، فقد الكثير من مراكزها بحيث يصعب تحديد أعمارها. بدلاً من ذلك، تم تقدير العمر بناءً على حجم الشجرة ومعد النمو الافتراضي. يتضمن الجدول الثاني الأشجار مرتبة حسب أعمارها المقدرة. تعتبر أشجار الصنوبر المعمر الموجودة في كاليفورنيا ونيفادا في الولايات المتحدة أقدم الأشجار المعمرة في العالم بحسب السجلات والمرجعيات المختلفة، وأشهرها اعتماد الحلقات الدائرية والتي تشير إلى أن عمرها يزيد عن 5000 عام.

## الأشجار المعمرة حسب أعمارها الموثقة
| اسم الشجرة          | العمر (بالسنوات)            | النوع                                        | الموقع                                                                  | ملاحظات |  |
| ------------------- | --------------------------- | -------------------------------------------- | ----------------------------------------------------------------------- | --- |  |
| ?                   | 5,063                       | صنوبر معمر                                   | الجبال البيضاء (كاليفورنيا)، كاليفورنيا، الولايات المتحدة               | أقدم شجرة حية معروفة حالياً. قدر عمرها توم هارلان |  |
| ميثوسيلاه           | 4,845                       | صنوبر معمر                                   | مقاطعة إنيو، كاليفورنيا، كاليفورنيا، الولايات المتحدة                   | [ 1 ] |  |
| بروميثيوس (WPN-114) | 4,844                       | صنوبر معمر                                   | قمة ويلر (نيفادا)، نيفادا، الولايات المتحدة                             | قُطعت عام 1964. |  |
| غران أبويلو         | 3,642                       | سرو بتغوني                                   | تشيلي                                                                   | [ 1 ] [ 3 ] |  |
| CBR26               | 3,266                       | سكويا عملاقة                                 | سييرا نيفادا (الولايات المتحدة)، كاليفورنيا، الولايات المتحدة           | ميتة. |  |
| D-21                | 3,220                       | سكويا عملاقة                                 | سييرا نيفادا (الولايات المتحدة)، كاليفورنيا، الولايات المتحدة           | ميتة. |  |
| الرئيس (شجرة)       | 3,200                       | سكويا عملاقة                                 | سييرا نيفادا (الولايات المتحدة)، كاليفورنيا، الولايات المتحدة           | Alive. |  |
| دي - 23             | 3,075                       | سكويا عملاقة                                 | سييرا نيفادا (الولايات المتحدة)، كاليفورنيا، الولايات المتحدة           | ميتة. |  |
| سي إم سي 3          | 3,033                       | سكويا عملاقة                                 | سييرا نيفادا (الولايات المتحدة)، كاليفورنيا، الولايات المتحدة           | ميتة. |  |
| سكوفيلد جونيبير     | 2,675                       | العرعر الغربي                                | سييرا نيفادا (الولايات المتحدة)، كاليفورنيا، الولايات المتحدة           | ميتة. |  |
| CB-90-11            | 2,467                       | صنوبر المخروط الخشن في جبال روكي             | وسط كولورادو، الولايات المتحدة                                          | [ 1 ] [ 4 ] |  |
| جايا سري ماها بودي  | 2,217                       | التين المقدس                                 | أنورادابورا، سريلانكا                                                   | شتلة من فيكس لسان العصفور التاريخية، يزعم أن غوتاما بودا أصبح مستنيراً تحتها. زرعت حوالي عام 288 قبل الميلاد وهي أقدم شجرة معروفة زرعها الإنسان في العالم بتاريخ معلوم. |  |
| ?                   | 2,200                       | سيكويا دائمة الخضرة                          | شمالي كاليفورنيا، الولايات المتحدة                                      | ميتة. |  |
| بينيت جونبير        | 2,200                       | العرعر الغربي                                | سييرا نيفادا (الولايات المتحدة)، كاليفورنيا، الولايات المتحدة           | [ 1 ] |  |
| إس إتش بي 7         | 2,110                       | Foxtail Pine ‏ Pinus balfouriana              | سييرا نيفادا (الولايات المتحدة) كاليفورنيا، الولايات المتحدة            | [ 1 ] |  |
| ?                   | 1,951                       | Subalpine Larch ‏ Larix lyallii               | Kananaskis، ألبرتا، كندا                                                | [ 1 ] [ 5 ] |  |
| سي آر أي 175        | 1,889                       | Rocky Mountain Juniper ‏ Juniperus scopulorum | شمال نيومكسيكو، الولايات المتحدة                                        | [ 1 ] |  |
| Miles Juniper       | 1,836                       | العرعر الغربي                                | سييرا نيفادا (الولايات المتحدة)، كاليفورنيا، الولايات المتحدة           | [ 1 ] [ 6 ] |  |
| ?                   | 1,813                       | سرو اليابان Cryptomeria japonica             | ياكوشيما، اليابان                                                       | [ 7 ] |  |
| كيت 3996            | 1,727                       | صنوبر منحني                                  | كيتشوم، أيداهو، أيداهو، الولايات المتحدة                                | [ 1 ] [ 8 ] |  |
| بي إف آر -46        | 1,697                       | صنوبر منحني                                  | سلسلة جبال واساتش، يوتاه، الولايات المتحدة                              | [ 1 ] |  |
| إف إل 117           | 1,686                       | عفص غربي                                     | أونتاريو، كندا                                                          | [ 1 ] [ 9 ] |  |
| أي آر أي            | 1,670                       | صنوبر منحني                                  | شمالي نيومكسيكو، الولايات المتحدة                                       | [ 1 ] |  |
| آر سي آر 1          | 1,666                       | صنوبر ذيل الثعلب                             | سييرا نيفادا (الولايات المتحدة)، كاليفورنيا، الولايات المتحدة           | [ 1 ] |  |
| ?                   | 1,661                       | صنوبر منحني                                  | ساوث بارك، كولورادو، الولايات المتحدة                                   | [ 1 ] |  |
| بي بي إل 2          | 1,649                       | صنوبر ذيل الثعلب                             | سييرا نيفادا (الولايات المتحدة)، كاليفورنيا، الولايات المتحدة           | [ 1 ] |  |
| بي سي كيه 69        | 1,647 عام كما في 1988-06--> | تاكسوديم                                     | مقاطعة بلادين، كارولاينا الشمالية، كارولاينا الشمالية، الولايات المتحدة | [ 1 ] [ 10 ] |  |
| ?                   | 1,636                       | سرو نوتكا                                    | جزيرة فانكوفر، كندا                                                     | [ 1 ] |  |
| إف إل 101           | 1,567                       | عفص غربي                                     | أونتاريو، كندا                                                          | [ 1 ] |  |
| ?                   | 1,542                       | صنوبر منحني                                  | وسط كولورادو، الولايات المتحدة                                          | [ 1 ] |  |

## أشجار قديمة حسب أعمارها المقدرة
| اسم الشجرة                      | العمر (بالسنوات) | النوع                                       | الموقع                                                                          | ملاحظات |
| ------------------------------- | ---------------- | ------------------------------------------- | ------------------------------------------------------------------------------- | --- |
| الأخوات                         | 6,000–6,800      | زيتون Olea europaea, بلدي\عيروني: Genotype  | بشعلي، البترون، لبنان                                                           | كما تعرف باسم "شجرات الزيتون شقيقات نوح؛ يزعم بأنها أكبر مخلوق حي في العالم.                                                                             |
| Llangernyw Yew                  | 4,000-5,000      | طقسوس توتي                                  | Llangernyw، كونواي، شمال ويلز                                                   | المقاس 10.75 متر. تقع في باحة كنيسة القديس دايجين في قرية لانغيرنيو. وتعتبر إحدى أقدم 50 شجر في بريطانيا العظمى                                          |
| سارف-إي أبركوه                  | 4,000            | سرو المتوسط Cupressus sempervirens          | أبركوه، يزد، إيران                                                              | كما تسمى "Zoroastrian Sarv". |
| السيناتور                       | 3,500            | سروالبرك Taxodium ascendens                 | لونغوود (فلوريدا)، فلوريدا، الولايات المتحدة                                    | دمرت في حريق في 16 كانون الثاني (يناير) عام 2012 |
| شجرة أليشان المقدسة             | 3,000            | Formosan cypress ‏ Chamaecyparis formosensis | منطقة أليشان الطبيعية الوطنية، مقاطعة شياي، تايوان                              | انهارت في 1 تموز عام 1997، بسبب العواصف المطرية الشديدة.                                                                                                 |
| سأوزاترو                        | 3,000–4,000      | زيتون Olea europaea                         | لوراس، سردينيا، إيطاليا                                                         | [ 19 ] |
| Patriarca da Floresta           | 3,000            | Cariniana legalis                           | البرازيل                                                                        | ربما تكون أقدم المخروطيات في البرازيل. يترجم اسمها إلى "بطريرك الغابة".                                                                                  |
| Oliveira de Santa Iria de Azóia | 2,850            | زيتون Olea europaea                         | سانتا إريا دي أزويا، البرتغال                                                   | زيتونة ماغنيفيك، ربما تكون آخر شجرة في بستان زيتون كبير، تمت دراستها من قبل جامعة أوتاد وقد صنّفتها الهيئة الوطنية البرتغالية للغابات الآن كـ"شجرة عامة"؛ |
| غير مسماة                       | 2,850            | زيتون أوليا يوروبايا                        | لوريس، لشبونة، البرتغال                                                         | Alive. |
| كايانو أوسوجي                   | 2,300            | سرو اليابان Cryptomeria japonica            | Yamanaka Onsen، إيشيكاوا، اليابان                                               | مقاسها 9.6 أمتار. وهي إحدى الأشجار الأربعة التي يعتقد بأنها مقدّسة في منطقة جينجا. أما اسمها فيترجم "شجرة السرو العظيمة من كايانو.                        |
| جومون سوجي                      | 2,170–7,200      | سرو اليابان Cryptomeria japonica            | ياكوشيما، اليابان                                                               | مقاسها 16.4 أمتاريصعب تحديد عمرها بالضبط بسبب عفونة قلب الجذع. ويشير اسمها إلى فترة جومون من تاريخ اليابان.                                              |
| Ballyconnell Yew                | 2,000–5,000      | طقسوس توتي Taxus baccata                    | Ballyconnell، Annagh، جزيرة أيرلندا                                             | أقدم شجرة في أيرلندا، وربما في كل أوروبا[بحاجة لمصدر] |
| Fortingall Yew                  | 2,000–3,000      | طقسوس توتي Taxus baccata                    | Fortingall، بيرثشاير، اسكتلندا                                                  | أقدم شجرة في بريطانيا |
| زيتونة فوفيس                    | 2,000–5,000      | زيتون Olea europaea                         | كوليمفاري (هانيا)، كريت، اليونان                                                | أقدم شجرة زيتون في العالم. اسمها يترجم إلى "زيتونة ڤوڤيس".                                                                                               |
| شجرة كستناء المائة حصان         | 2,000–4,000      | كستناء حلو Castanea sativa                  | صقلية، إيطاليا                                                                  | يترجم اسمها إلى "كستناء المائة حصان". |
| Te Matua Ngahere                | 2,000–3,000      | Kauri أغاثيس أوستراليس                      | غابة ويبوا، مقاطعة نورثلاند، نيوزيلندا                                          | أقدم شجرة في نيوزيلندا. يترجم اسمها إلى "أب الغابة". |
| Ulleungdo Hyangnamu             | 2,000–3,000      | عرعر صيني Juniperus chinensis               | محافظة ألنغ، غيونغسانغ الشمالية، كوريا الجنوبية                                 | مقاسها 4.5 أمتار. كُسِر أحد أغصانها الرئيسية عام 1985، أثناء الإعصار بريندا".                                                                              |
| سيدة الحرية                     | 2,000            | تاكسوديم Taxodium distichum                 | لونغوود (فلوريدا)، فلوريدا، الولايات المتحدة                                    | )تدعى أحياناً "الشجرة الرفيقة" لشجرة "السيناتور". |
| S'khtorashen                    | 2,000            | دلب مشرقي Platanus orientalis               | شوشا (مدينة)، مرتفعات قره باغ، أذربيجان                                         | أقدم شجرة في أذربيجان. جذعها أجوف. تعرف أيضاً بشجرة سوسي".                                                                                                |
| ستارا ماسلينا                   | 2,000            | زيتون Olea europaea                         | Stari Bar، بار الجبل الأسود                                                     | |
| The Pechanga Great Oak Tree     | 2,000            | Coast live oak ‏ Quercus agrifolia           | تيميكولا، ريفيرسيدي، كاليفورنيا، كاليفورنيا، الولايات المتحدة                   | أقدم شجرة بلوط في الولايات المتحدة، وربما في العالم. |
| ?                               | 2,000            | زيتون Olea europaea                         | تاويرا، الغرب (البرتغال)، البرتغال                                              | أقدم شجرة في البرتغال. |
| ?                               | 2,000            | زيتون Olea europaea                         | Exo Hora، زاكينثوس (مقاطعة)، اليونان                                            | [ 27 ] |
| ?                               | 2,000            | طقسوس Taxus                                 | سوتشي، كراسنودار كراي، روسيا                                                    | بستان يشتهر بوجود عدة عينات من الأشجار التي يتجاوز عمرها 2000 عام.                                                                                       |
| Houkisugi at Nakagawa           | 2,000            | سرو اليابان Cryptomeria japonica            | Nakagawa Settlement, ياماكيتا ‏، مقاطعة أشيغاراكامي، كاناغاوا، كاناغاوا، اليابان | |
| Kongeegen                       | 1,500–2,000      | سنديان قوي Quercus robur                    | Jægerspris Nordskov, زيلاند، الدنمارك                                           | [ 29 ] |
| ميثوسيلا                        | 1,800            | ريدوود الساحلية سيكويا دائمة الخضرة         | ريدوود, كاليفورنيا, الولايات المتحدة                                            | [ 30 ] |
| سنديانة الصوان                  | 1,700            | سنديان قوي                                  | غرانت، بلغاريا                                                                  | |
| Aubépines                       | 1,500            | زعرور أحادي المدقة Crataegus monogyna       | Saint-Mars-sur-la-Futaie، ماين (إقليم فرنسي)، فرنسا                             | أقدم شجرة في فرنسا.[بحاجة لمصدر] |
| سنديان الملاك                   | 1,500            | البلوطة الحية الجنوبية Quercus virginiana   | تشارلستون، كارولاينا الجنوبية، كارولاينا الجنوبية، الولايات المتحدة             | |
| بلوط الأخوات السبعة             | 1,500            | سنديان فرجيني Quercus virginiana            | ماندفيل، لويزيانا، الولايات المتحدة                                             | |
| بلوط ستلموزي                    | 1,500            | سنديان قوي Quercus robur                    | Stelmužė، [[منطقة زاراسي، ليتوانيا                                              | أقدم شجرة في دول البلطيق. |
| شجرة جاردين جونيبر              | 1,500            | عرعر جبال روكي ‏ Juniperus scopulorum        | وادي لوغان، يوتا، الولايات المتحدة                                              | [ 31 ] |
| شجرة تثل                        | 1,433–1,600      | Montezuma cypress ‏ Taxodium mucronatum      | سانتا ماريا ديل تولي، ولاية واهاكا، المكسيك                                     | صاحبة أصلب جذع في العالم. يترجم اسمها كشجرة تثل.". |
| شجرة البدوي                     | 5000             | زيتون                                       | فلسطين، بيت لحم                                                                 | أقدم شجرة زيتون في فلسطين |
| شجرة الزيتون في فوف             | 4000             | زيتون                                       | اليونان                                                                         | أقدم شجرة زيتون في تكريت في اليونان |